# Кубок мира по горному бегу 1996
12-й Кубок мира по горному бегу прошёл 31 августа и 1 сентября 1996 года в деревне Тельфес-им-Штубай (Австрия). Участники соревновались в дисциплине горного бега «вверх». Разыгрывались 6 комплектов наград: по три в индивидуальном и командном первенствах (мужчины, женщины и юниоры до 20 лет). Среди юниоров могли выступать спортсмены 1977 года рождения и моложе.
Тирольская деревня Тельфес-им-Штубай во второй раз в истории принимала Кубок мира по горному бегу. Прежде этот старт уже проходил здесь в 1990 году. Соревнования прошли в долине Шлик и по склонам окрестных Штубайских Альп, финиш находился на вершине Зеннйох. В первый день на старт вышли юниоры и женщины, во второй день медали разыграли мужчины. Для всех желающих также был проведён массовый забег по мужской трассе. Общее число участников (с учётом основной программы Кубка) составило порядка 700 человек.
Турнир был проведен на высоком организационном уровне. Забеги сопровождались пасмурной погодой, временами шёл дождь. На старт вышли 272 бегуна (134 мужчины, 75 женщин и 63 юниора) из 30 стран мира. Каждая страна могла выставить до 6 человек в мужской забег и до 4 человек — в женский и юниорский. Сильнейшие в командном первенстве определялись по сумме мест четырёх лучших участников у мужчин и трёх лучших — у женщин и юниоров.
Среди юниоров победу одержал Марко Де Гаспери из Италии, опередивший соотечественника Альберто Моску. Бронзовым призёром стал Жером ван де Мерсхе, принёсший Бельгии первое призовое место в истории Кубков мира.
Следующую медаль Бельгия получила уже в следующем забеге: среди женщин бронзовый успех повторила Катрин Лаллеман. Победу же здесь четвёртый год подряд разыграли Гудрун Пфлюгер и Изабель Гийо. Чемпионкой перед родными зрителями стала Пфлюгер, выигравшая четвёртое золото Кубков мира (третье подряд) и ставшая таким образом абсолютным лидером турнира по числу индивидуальных побед.
Мужской забег за явным преимуществом выиграл итальянец Антонио Молинари. Его преимущество над серебряным призёром Северино Бернардини, 2 минуты 21 секунда, стало самым большим в истории. Хозяин соревнований Хельмут Шмук, выигравший два предыдущих Кубка мира на дистанции с профилем «вверх» (в 1992 и 1994 годах), в этот раз остался на третьем месте.

## Призёры
Курсивом выделены участники, чей результат не пошёл в зачёт команды.

### Мужчины
| Дисциплина                           | Золото | Золото   | Серебро                                                                                             | Серебро  | Бронза                                                                                              | Бронза   |
| ------------------------------------ | --- | -------- | --------------------------------------------------------------------------------------------------- | -------- | --------------------------------------------------------------------------------------------------- | -------- |
| 11 км перепад высот: +1310 м         | Антонио Молинари Италия                                                                                                  | 56.21    | Северино Бернардини Италия                                                                          | 58.42    | Хельмут Шмук Австрия                                                                                | 59.25    |
| 11 км (команды)                      | Италия · Антонио Молинари · Северино Бернардини · Лучо Фрегона · Массимо Галлиано · Константино Бертолла · Клаудио Амати | 24 очка  | Австрия · Хельмут Шмук · Петер Шац · Маркус Крёлль · Юрген Плехингер · Александр Ридер · Хуберт Реш | 57 очков | Франция · Жан-Поль Пайе · Жайме Мендеш · Тьерри Икар · Доминик Шовелье · Тьерри Брёй · Филипп Сирье | 65 очков |
| Юниоры 7,25 км перепад высот: +785 м | Марко Де Гаспери Италия                                                                                                  | 37.31    | Альберто Моска Италия                                                                               | 38.27    | Жером ван де Мерсхе Бельгия                                                                         | 38.47    |
| Юниоры 7,25 км (команды)             | Италия · Марко Де Гаспери · Альберто Моска · Эмануэле Манци · Паоло Джерманетто                                          | 11 очков | Уэльс · Тим Дэвис · Эндрю Дэвис · Алан Вон · Мэттью Коллинз                                         | 35 очков | Швейцария · Лукас Эберле · Доминик Хаслер · Кристоф Хефти · Патрик Ланц                             | 38 очков |

### Женщины
| Дисциплина                    | Золото                                                                        | Золото   | Серебро                                                                                | Серебро | Бронза                                                        | Бронза   |
| ----------------------------- | ----------------------------------------------------------------------------- | -------- | -------------------------------------------------------------------------------------- | ------- | ------------------------------------------------------------- | -------- |
| 7,25 км перепад высот: +785 м | Гудрун Пфлюгер Австрия                                                        | 40.56    | Изабель Гийо Франция                                                                   | 41.09   | Катрин Лаллеман Бельгия                                       | 41.18    |
| 7,25 км (команды)             | Франция · Изабель Гийо · Мартина Жаверзак-Пайе · Эвелин Мюра · Стефани Манель | 19 очков | Италия · Флавия Гавильо · Розита Рота-Гельпи · Мария Грация Роберти · Матильда Равицца | 23 очка | Англия · Хизер Хисман · Энджи Халли · Энн Бакли · Джо Данстан | 29 очков |

## Медальный зачёт
Медали завоевали представители 7 стран-участниц.
 Принимающая страна
| Место | Страна    | Золото | Серебро | Бронза | Всего |
| ----- | --------- | ------ | ------- | ------ | ----- |
| 1     | Италия    | 4      | 3       | 0      | 7     |
| 2     | Австрия   | 1      | 1       | 1      | 3     |
| 2     | Франция   | 1      | 1       | 1      | 3     |
| 4     | Уэльс     | 0      | 1       | 0      | 1     |
| 5     | Бельгия   | 0      | 0       | 2      | 2     |
| 6     | Англия    | 0      | 0       | 1      | 1     |
| 6     | Швейцария | 0      | 0       | 1      | 1     |
| Всего | Всего     | 6      | 6       | 6      | 18    |